# Walancin Wialiczka
Walancin Uładzimirawicz Wialiczka (biał. Валянцін Уладзіміравіч Вялічка, biał. Валентин Владимирович Величко, Walentin Władimirowicz Wieliczko, 15 czerwca 1944 w Sidorowcach k. Wołożyna – 9 marca 2018) – białoruski ekonomista, polityk i dyplomata; w latach 1993–1997 ambasador Białorusi na Łotwie i w Finlandii, w latach 2001–2016 – w Ukrainie; w latach 1997–1998 minister ds. Wspólnoty Niepodległych Państw, od 1999 roku pierwszy zastępca ministra spraw zagranicznych Republiki Białorusi; kandydat nauk ekonomicznych (odpowiednik polskiego stopnia doktora).

## Życiorys
Urodził się 15 czerwca 1944 roku we wsi Sidorowce, na terytorium okupowanym przez III Rzeszę, w wilejskim komisariacie rejonowym, w Komisariacie Generalnym Białoruś Komisariatu Rzeszy Wschód. W 1972 roku ukończył Leningradzki Technologiczny Instytut Przemysłu Chłodniczego. W 1982 roku uzyskał stopień kandydata nauk ekonomicznych (odpowiednik polskiego stopnia doktora). Temat jego dysertacji kandydackiej brzmiał: Ekonomiczne dźwignie wzrostu działalności gospodarczej.
W latach 1962–1968 pracował jako sekretarz Nowobielickiego Komitetu Rejonowego Komsomołu, I sekretarz Homelskiego Komitetu Obwodowego Komsomołu. W latach 1972–1988 był przewodniczącym Komitetu Wykonawczego Rejonu Sowieckiego miasta Homla, I sekretarzem Komitetu Rejonu Sowieckiego Komunistycznej Partii Białorusi (KPB) miasta Homla, zastępcą przewodniczącego Homelskiego Obwodowego Komitetu Wykonawczego, sekretarzem Homelskiego Komitetu Obwodowego KPB. 15 kwietnia 1993 roku został Nadzwyczajnym i Pełnomocnym Ambasadorem Republiki Białorusi na Łotwie. 8 czerwca 1994 roku został także ambasadorem w Finlandii. 10 września 1997 roku został zdymisjonowany ze stanowisk ambasadorskich i mianowany ministrem ds. Wspólnoty Niepodległych Państw. Stanowisko to zajmował do 4 grudnia 1998. 20 stycznia 1999 roku został mianowany pierwszym zastępcą ministra spraw zagranicznych Republiki Białorusi. 15 czerwca 2001 roku został zdymisjonowany z tego stanowiska i mianowany ambasadorem na Ukrainie. Funkcję tę pełnił do 2016 roku.
Zmarł 9 marca 2018 roku.

## Życie prywatne
Walancin Wialiczka jest żonaty, ma dwóch synów.

## Odznaczenia
Został odznaczony odznaczeniami państwowymi: medalem „Za pracowniczą wybitność”, Orderem Honoru, Orderem Ojczyzny III stopnia, a także Gramota Pochwalna Rady Najwyższej BSRR, dwukrotnie – Gramota Pochwalna Rada Ministrów Białorusi.